# Mercato San Severino
Mercato San Severino – miejscowość i gmina we Włoszech, w regionie Kampania, w prowincji Salerno.
Według danych na rok 2004 gminę zamieszkiwały 20 232 osoby, 674,4 os./km².
W mieście znajduje się stacja kolejowa Mercato San Severino.